# Ystad–Eslövs Järnväg
Ystad-Eslövs Järnväg, YEJ, byggdes som en normalspårig järnväg mellan Ystad och Eslöv i Skåne för att förbinda Ystad med Södra stambanan. Järnvägen öppnades för trafik 1865 på sträckan Ystad–Bjärsjölagård, och resten av sträckningen 1866. Banan byggdes av Claes Adelsköld medan stationerna ritades av den danske arkitekten Ludvig Vold, delvis efter modell av Adelskölds typritningar till järnvägsstationer.

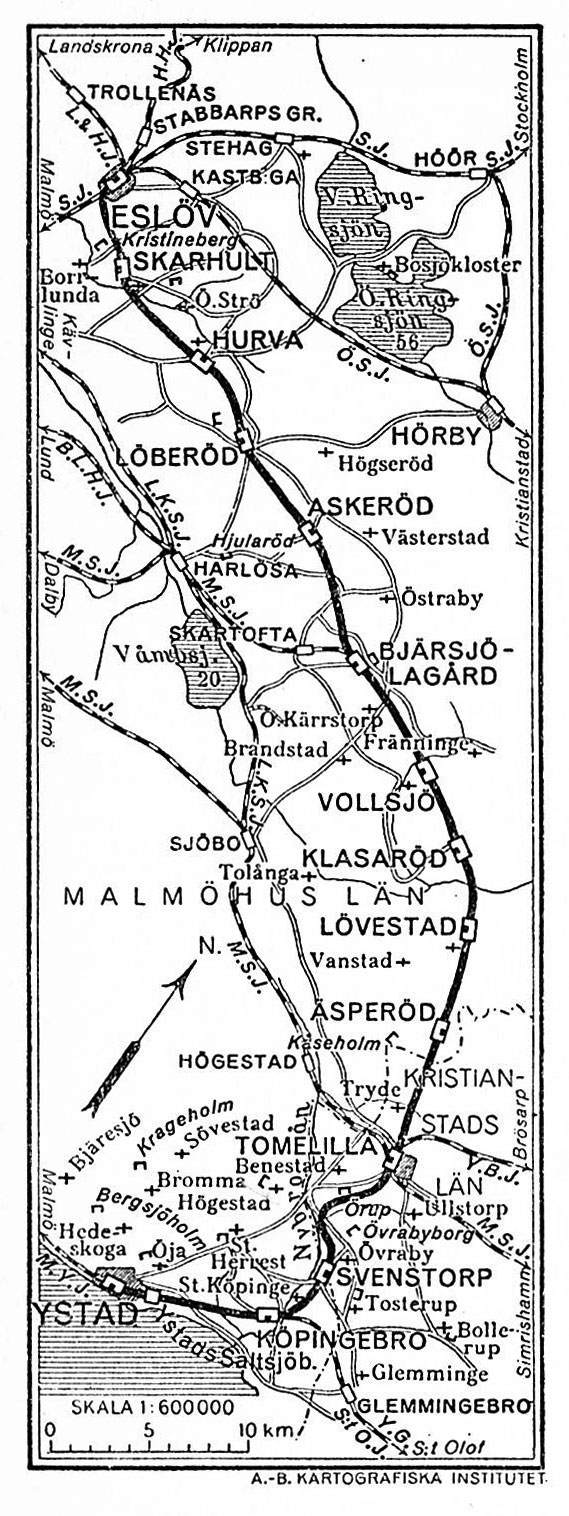
YEJ. Karta 1926.

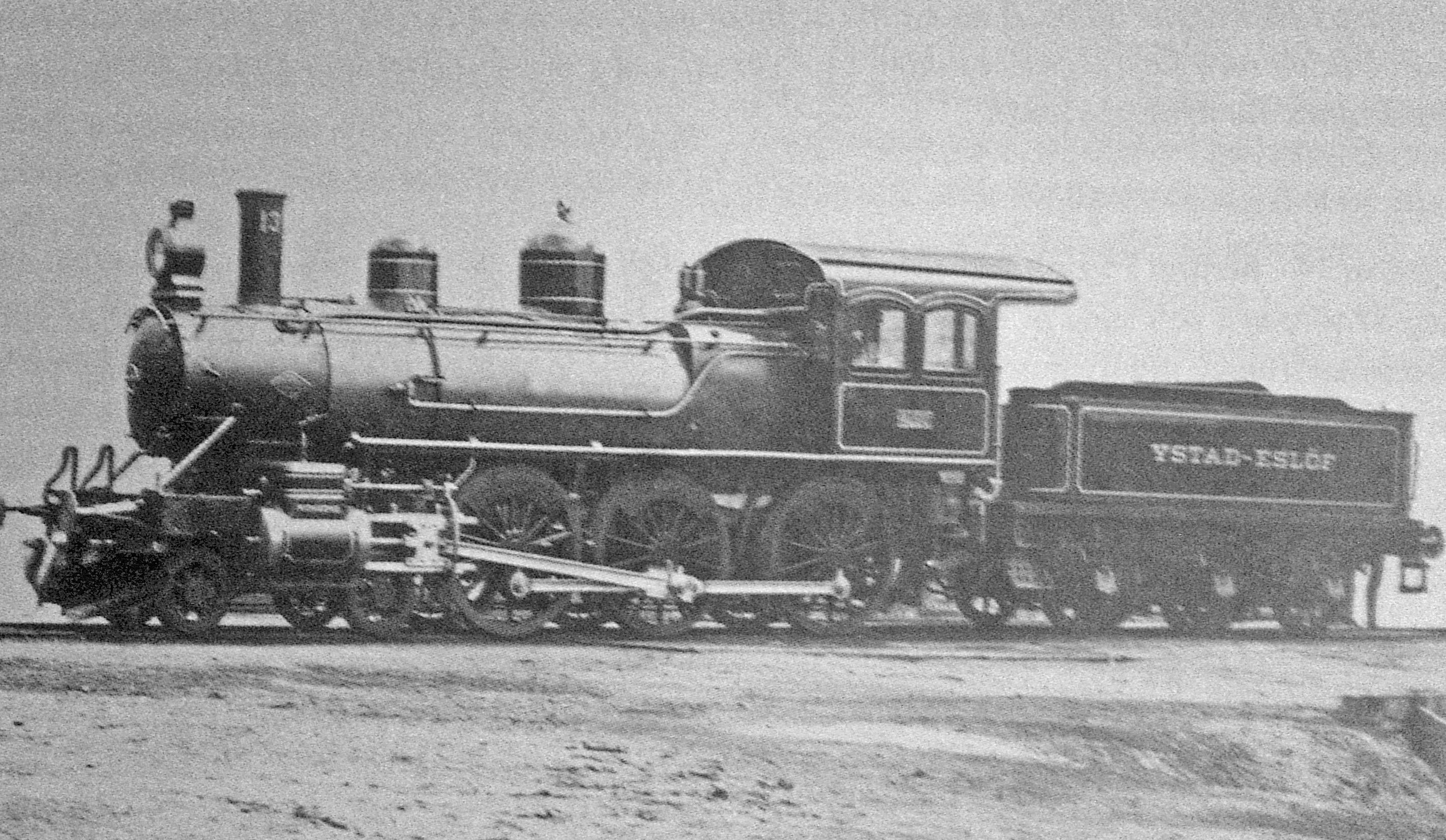
Lok no 13, ALBO ett av 3 större lok levererade till YEJ 1900 från Richmondverken i USA.

Mellanliggande stationer var (från Eslöv mot Ystad): Skarhult, Hurva, Löberöd, Askeröd, Bjärsjölagård, Vollsjö, Klasaröd, Lövestad, Äsperöd, Tomelilla, Svenstorp och Köpingebro. Det fanns dessutom hållplatser i Östra Kärrstorp, Brunslöv, Lövestadby, Tryde och Stora Köpinge.
Banan förstatligades 1941. Godstrafiken Eslöv–Tomelilla upphörde 1975, och persontrafiken på samma sträcka 1981, som revs upp 1984. Sträckan Tomelilla–Ystad är fortfarande i bruk och ingår i den bana som Banverket kallar Österlenbanan. Sedan 2003 är Österlenbanan elektrifierad och trafikerad med pågatåg. Godstrafiken till Tomelilla upphörde 2004, och till Köpingebro 2009. Sedan dess finns ingen godstrafik bortom Ystad.
Strax öster om Ellingevägen i Eslöv fanns ett spårkors där ett industrispår korsade YEJ på sin väg in på Felix industriområde. Industrispåret började vid Ellingevägen och gick söderut för att efter några hundra meter vända norrut över spårkorset. Lasten bestod bland annat av glasburkar till Felix produkter. Trafiken upphörde 1995 när Felix uppgick i Procordia Foods (Numera Orkla Foods). Runt år 2000 rev man spårkorset och YEJ gamla järnvägsspår som låg kvar i Ellingevägen. Man lade även jord över både YEJ spår och Felix industrispår. Ljud- och ljussignalerna blev borttagna under år 2022.

## Huvudstation

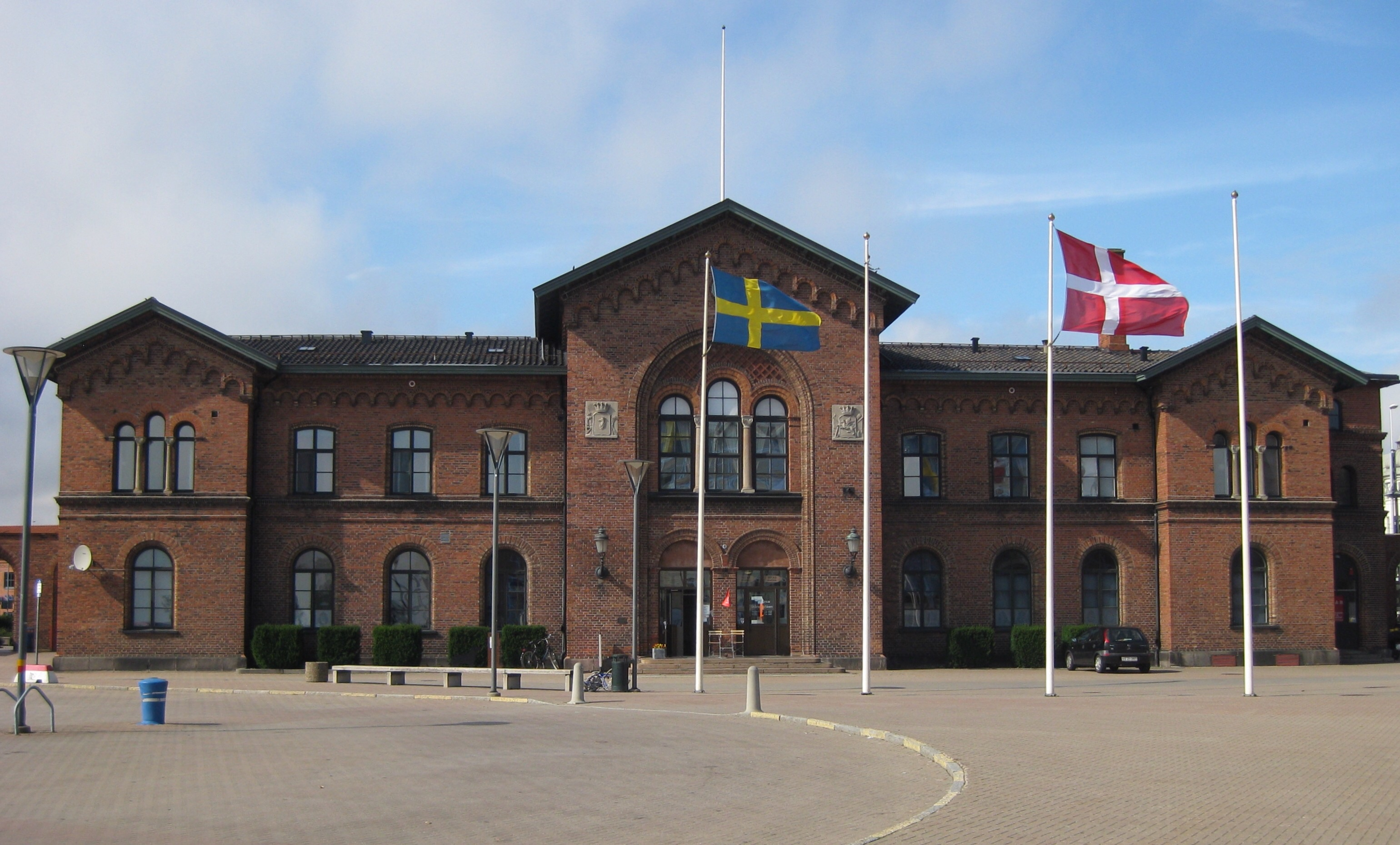
Ystads station.

Järnvägsstationen i Ystad byggdes ursprungligen av Ystad-Eslövs Järnvägs AB. Stationen konstruerades som en säckstation med in- och utfart från öster. Fortfarande märks detta på hur spåret från Malmö (Ystadbanan) slingrar sig in "bakvägen" till stationen.